# Poratzer Moränenlandschaft Ergänzung
Poratzer Moränenlandschaft Ergänzung este o arie protejată (arie specială de conservare — SAC, sit de importanță comunitară — SCI) din Germania întinsă pe o suprafață de 85,02 ha, integral pe uscat.

## Localizare
Centrul sitului Poratzer Moränenlandschaft Ergänzung este situat la coordonatele 53°07′00″N 13°49′56″E / 53.1167°N 13.8322°E.

## Înființare
Situl Poratzer Moränenlandschaft Ergänzung a fost declarat sit de importanță comunitară în martie 2004.

## Biodiversitate
Situată în ecoregiunea continentală, aria protejată nu include niciun habitat protejat.
La baza desemnării sitului se află o specie protejată de  amfibieni: triton cu creastă (Triturus cristatus).